# Bahnhof Flughafen BER
Der Bahnhof Flughafen BER (bis 9. Dezember 2023: Bahnhof Flughafen BER Terminal 1-2) ist der in der brandenburgischen Gemeinde Schönefeld gelegene unterirdische Flughafenbahnhof des Flughafens Berlin Brandenburg. Die Station besitzt sechs Bahnsteiggleise, von denen vier dem Fern- und Regionalverkehr dienen. Sie gehören zum bahnbetrieblich eigenständigen Bahnhof Berlin Flughafen BER. Die S-Bahn Berlin bedient den Bahnhof Berlin Flughafen BER (S-Bahn), zu dem zwei Bahnsteiggleise gehören.
Der Bahnhof und die anschließenden Strecken wurden zum ursprünglich geplanten und vertraglich vereinbarten Einweihungstermin des Flughafens am 30. Oktober 2011 betrieblich fertiggestellt. Aufgrund der Verzögerungen beim Bau des Flughafens begann die öffentliche Nutzung erst Ende Oktober 2020.
Am Bahnhof werden täglich etwa 120.000 Reisende und Besucher sowie rund 400 Zugankünfte und -abfahrten gezählt.

## Lage

Südlicher Außenring

Der Bahnhof liegt direkt unterhalb des Flughafenterminals an den Bahnstrecken Glasower Damm Ost–Bohnsdorf Süd (Fernbahn) und Grünauer Kreuz–Berlin Flughafen BER (S-Bahn) und besitzt sechs Bahnsteiggleise. Von den drei Mittelbahnsteigen dienen zwei der Regional- und Fernbahn (405 m Länge, Durchgangsbetrieb) und einer der S-Bahn (152,5 m Länge, Betrieb als Kopfbahnhof von Westen). Dabei führt die Strecke westlich vom Berliner Außenring her an den Flughafen heran, taucht zwischen den beiden Startbahnen in den Untergrund ab und unterquert den sogenannten Midfield-Bereich mit Terminal und Bahnhof. Die Fernbahngleise setzen sich weiter Richtung Osten fort. Nach dem Wiederauftauchen schließt sich eine Kehranlage an. Die Gleise verlaufen dann südlich der früheren Flughafenanschlussstrecke bis zur Görlitzer Bahn und binden in Höhe Bohnsdorf/Grünau in diese ein. Dadurch ist ein Verkehrsanschluss sowohl von Westen, von der Anhalter und Dresdener Bahn her, als auch von Osten, von Königs Wusterhausen sowie von Berlin über die Görlitzer Bahn gewährleistet.

## Geschichte
Die Konzept- und Vorplanungsphase lief vor 1997. Von 1997 bis 2004 folgte die Entwurfsplanung und Planfeststellung. 2005 und 2006 folgten Vertragsverhandlungen zwischen Bund, den Bundesländern Brandenburg und Berlin, der Flughafengesellschaft und der Deutschen Bahn. Die Projektumsetzung durch die DB begann am 5. September 2006.
Der Bau des Bahnhofs begann im Februar 2007. Die Bundesregierung rechnete 2007 mit 10,6 Millionen Bahnreisenden pro Jahr, davon 1,8 Millionen bei der S-Bahn. Mehr als ein Drittel der erwarteten rund 27 Millionen Fluggäste pro Jahr würden damit mit der Bahn an- bzw. abreisen.

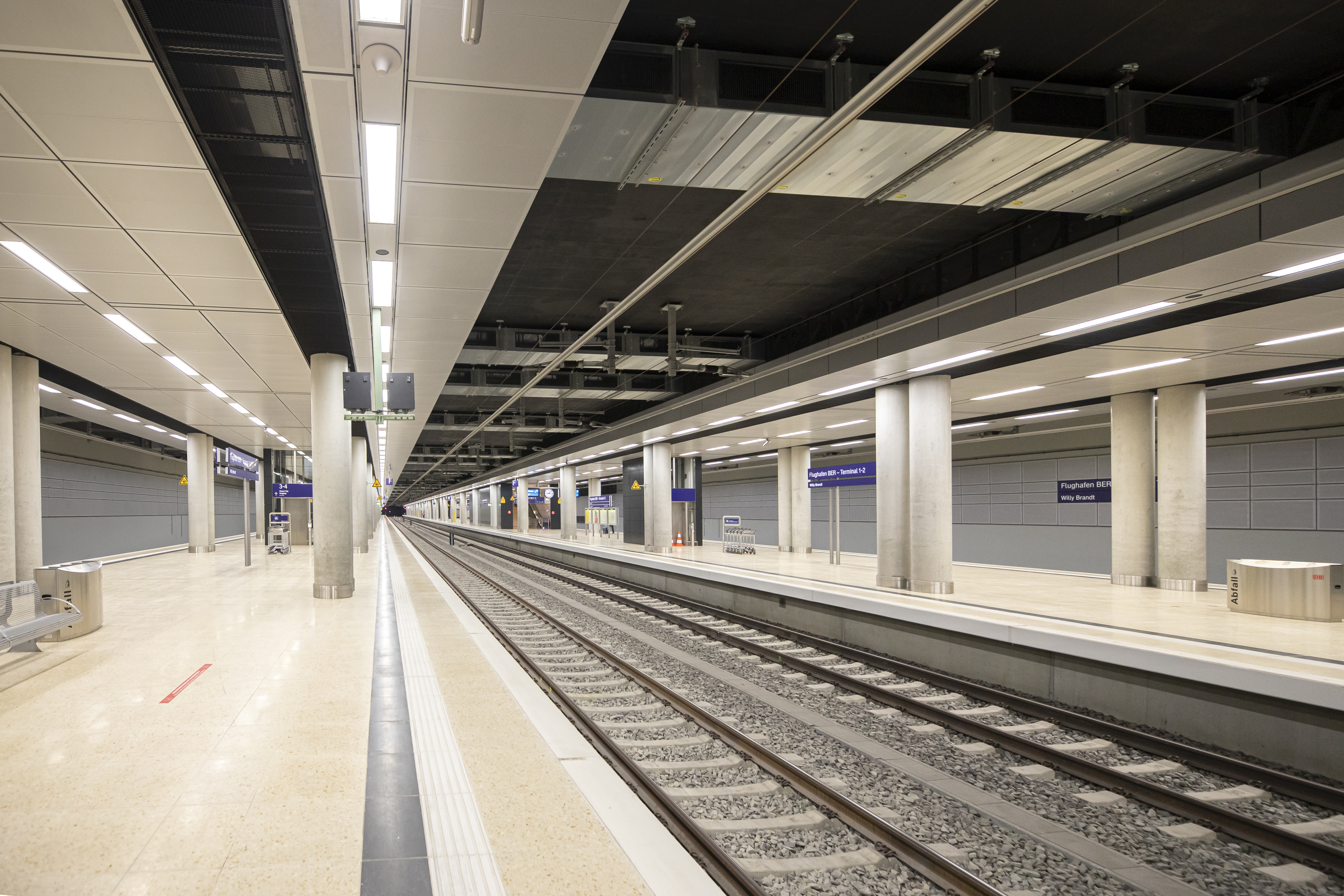
Der Bahnhof im Jahr 2020

Die Tunnel- und Trogbauwerke wurden größtenteils im Schutz einer Grundwasserabsenkung als Stahlbetonkonstruktionen (Weiße Wanne) in Ortbetonbauweise errichtet. Am 25. Juni 2009 wurde Richtfest gefeiert. Der fertiggestellte Rohbau wurde zum 30. März 2010 an die Deutsche Bahn für den weiteren Ausbau übergeben. Der Bahnhof ist seit dem 7. Juni 2011 elektrisch befahrbar.
Der Rohbau der Schienenanbindung (Tunnel und Bahnhof) wurde im Auftrag der Deutschen Bahn durch die Flughafengesellschaft auf Basis eines vereinbarten Festbetrags in Höhe von 285 Millionen Euro realisiert. Kritiker bemängelten bei Baubeginn, dass die tatsächlichen Kosten deutlich niedriger liegen könnten. Dieser Kostenrahmen wurde trotz ergänzender Anforderungen zur Entrauchung eingehalten. In den Bahnhof und dessen Anbindung wurden insgesamt rund 636 Millionen Euro investiert.
Die Deutsche Bahn hatte ursprünglich angekündigt, ab der geplanten Eröffnung 2012 Direktverbindungen von Hannover, Hamburg, Amsterdam, Breslau und Krakau anbieten zu wollen.
Der Bahnhof und seine Anbindungsstrecken wurden am 30. Oktober 2011 in Betrieb genommen. Das Eisenbahnbundesamt gab am 2. Juni 2012 den Tunnel für Zugfahrten ohne Personenverkehr frei. Die S-Bahn Berlin führte bis Juli 2014 Streckenkenntnis-Ausbildungsfahrten durch und stellte diese wieder ein, nachdem kein Eröffnungstermin absehbar war. Die „Antischimmelpilz“-Entlüftungsfahrten wurden weiter durchgeführt. 2020 wurden vor Aufnahme des Personenverkehrs die Brandmeldeanlagen von Terminal und Bahnhof abgenommen. Am 25. Oktober 2020 wurde der Bahnhof einige Tage vor Eröffnung des Flughafens eingeweiht, am 26. Oktober begann der öffentliche S-Bahn-Verkehr. Seit 31. Oktober 2020 wird der Bahnhof auch vom Regionalverkehr und einer IC-Linie bedient, die zuvor den alten Schönefelder Bahnhof anfuhr.
Bei der gemeinsamen Eröffnung des Bahnhofes mit dem Flughafenneubau des BER wurde das noch bestehende Terminal des ehemaligen Flughafen Schönefeld unter dem Namen „Terminal 5“ weiterbetrieben, sodass zur Unterscheidung beider Flughafenbahnhöfe die Terminal-Nummern in die Bahnhofsnamen aufgenommen wurden (Terminal 1–2 und Terminal 5). Nachdem das Terminal 5 zum 22. Februar 2021 geschlossen und inzwischen entwidmet wurde, wurde zum 10. Dezember 2023 eine Umbenennung des dann einzigen Flughafenbahnhofs in Flughafen BER vollzogen, der andere Bahnhof heißt nun Schönefeld (bei Berlin).

## Anlagen

### Strecken

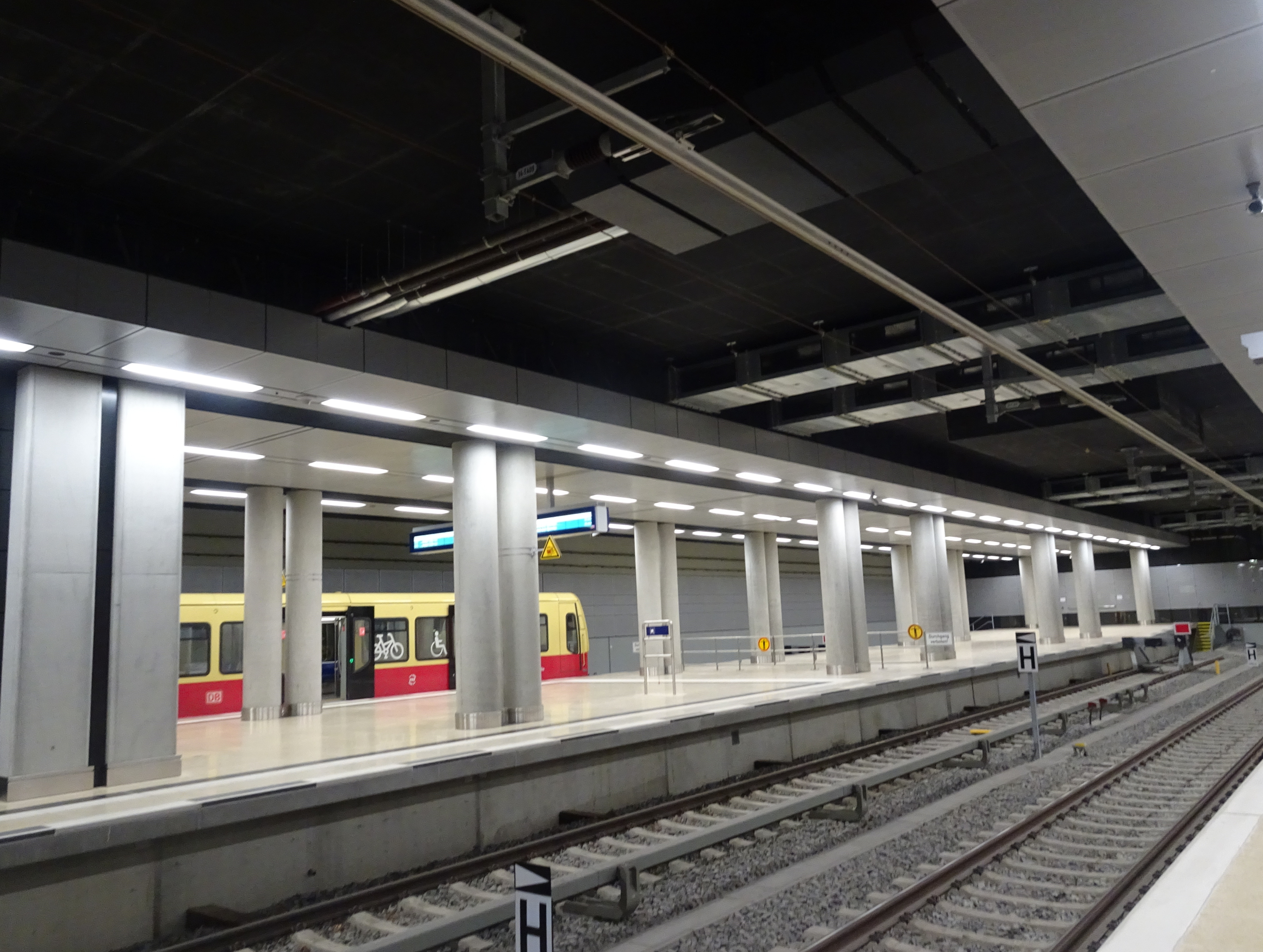
Die Gleise der S-Bahn enden am Bahnsteig

Zur Anbindung des Bahnhofs an das übrige Netz wurden 18,5 km Strecken für den Fern- bzw. Regionalverkehr sowie 8,6 km für die S-Bahn errichtet. Für den Fern- und Regionalverkehr entstand die Bahnstrecke Glasower Damm Ost–Bohnsdorf Süd. Die zweigleisige Neubaustrecke zweigt östlich der Kreuzung mit der Dresdener Bahn vom Berliner Außenring ab. Richtung Osten führt sie zum Flughafen und weiter zur Görlitzer Bahn, wo eingleisige Verbindungen sowohl Richtung Berlin als auch stadtauswärts entstanden. Der Bau der direkten Verbindung in die Berliner Innenstadt über die Dresdener Bahn verzögert sich. Die Strecke soll einschließlich einer Verbindungskurve zum Flughafen Mitte der 2020er Jahre in Betrieb gehen.
Für den S-Bahn-Verkehr wurde die Strecke zum alten Flughafenbahnhof Schönefeld verlängert. Sie führt im Norden und Westen um das Flughafenareal und erreicht den Flughafenbahnhof parallel zu den Fernbahngleisen vom Außenring. Beide Strecken unterqueren westlich des Bahnhofs das Flugfeld, um den unterirdischen Bahnhof Flughafen BER zu erreichen.

### Gleise und Bahnsteige

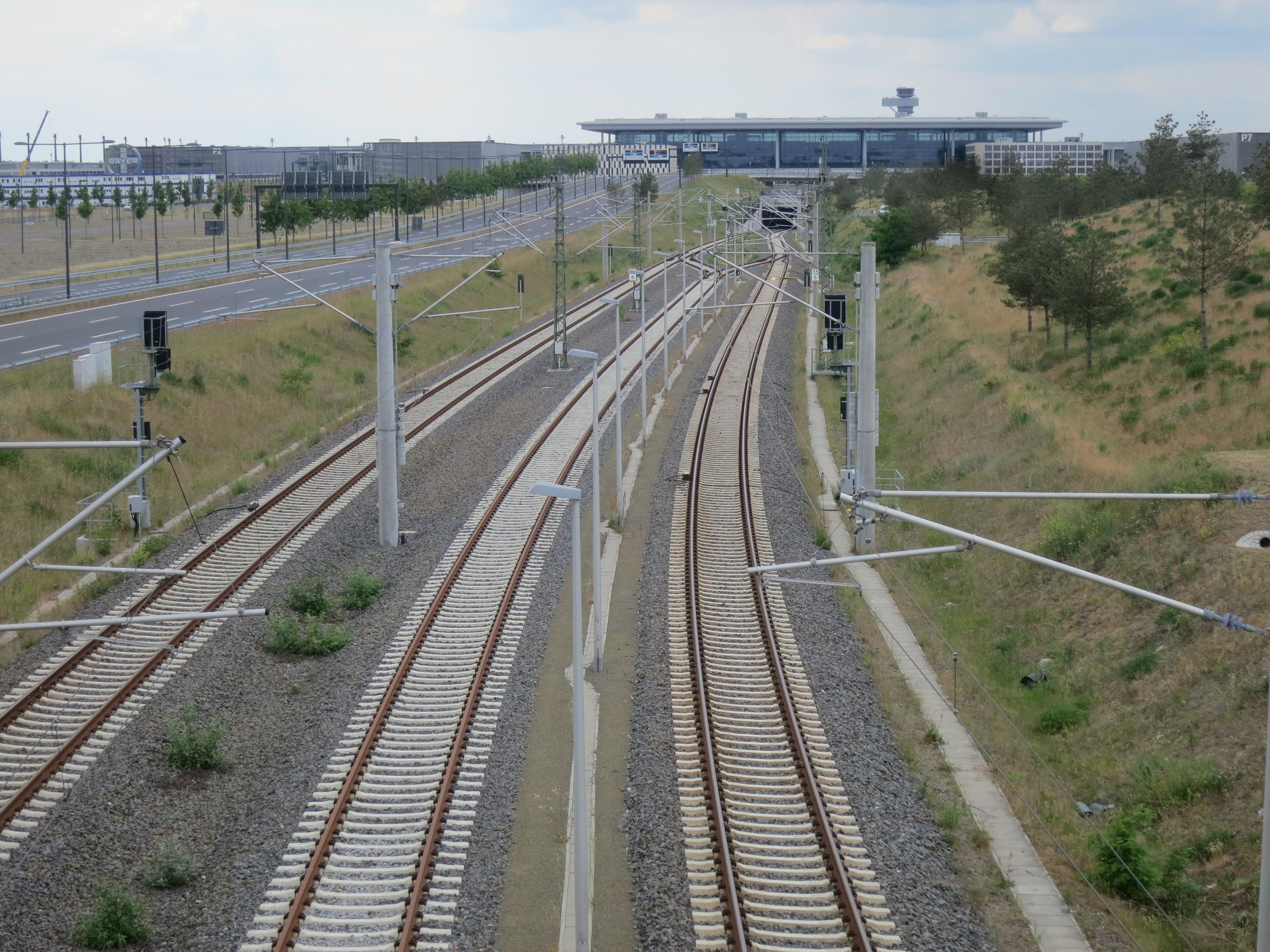
Ostseite des Bahnhofs mit Aufstellgleis für Regionalzüge (Mitte)

Im Bahnhof befinden sich drei Bahnsteige, zwei für die Fern- und Regionalzüge mit zwei Inselbahnsteigen und den Gleisen 1 und 2 bzw. 3 und 4. Nördlich daran schließt sich der S-Bahnsteig mit den Gleisen 5 und 6 an. Betrieblich sind die Fern- und S-Bahn-Station zwei unabhängige Bahnhöfe. Während die Fernbahnstrecke weiter nach Osten führt und im Osten des Bahnhofs wieder die Erdoberfläche erreicht, enden die Gleise der S-Bahn im Bahnsteigbereich. Die S-Bahn-Züge wenden am Bahnsteig, östlich der Bahnsteige gibt es ein bereits oberirdisch liegendes Aufstellgleis für Regionalzüge.
Die Bahnsteige besitzen jeweils drei Zu- und Abgänge in das direkt über dem Bahnhof liegende Terminalgebäude bzw. auf der Ostseite zur Airport-City. Im Erdgeschoss des Terminalgebäudes befindet sich neben einigen Versorgungseinrichtungen das Reisezentrum. Von den Bahnsteigen führen Fahrtreppen in das Terminal, abwärtsführende Fahrtreppen zu den Bahnsteigen wurden nicht eingeplant.

## Anbindung

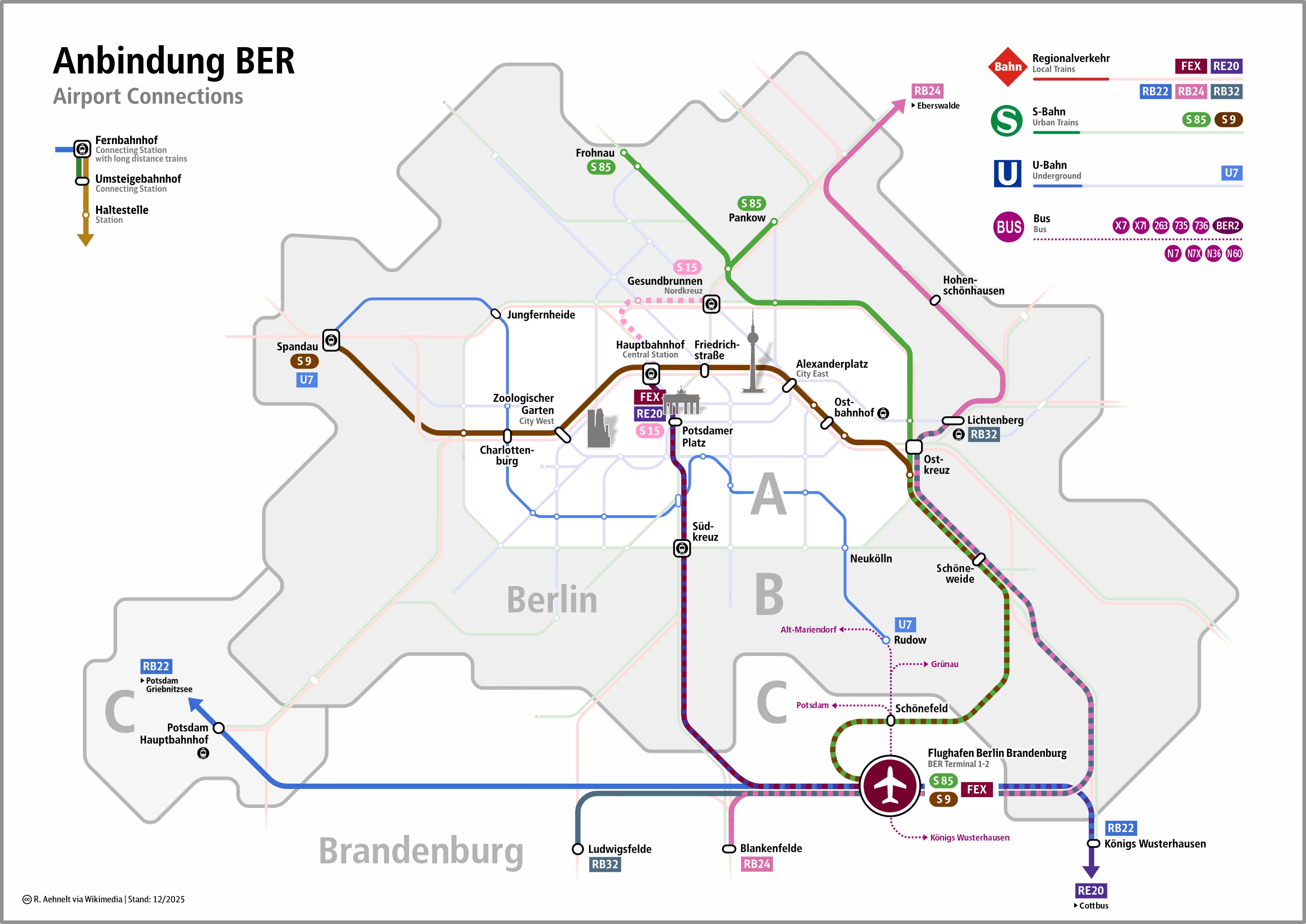
Anbindung des BER vom 31. Oktober 2020 bis 10. Dezember 2022

Der Flughafen-Express (FEX) verbindet den Flughafen in 33 Minuten via Ostkreuz und Gesundbrunnen zweimal in der Stunde mit dem Berliner Hauptbahnhof. Die Züge werden im Zeitraum Dezember 2022 und 2025 über den Flughafen hinaus alternierend nach Ludwigsfelde und Wünsdorf-Waldstadt verlängert. Zudem verbinden, seit Inkrafttreten der zweiten Betriebsstufe zum Fahrplanwechsel am 11. Dezember 2022, die Züge der Linien RE 8 und RB 23 die Bahnhöfe der Berliner Stadtbahn mit dem Flughafen. Diese verkehren jeweils stündlich. Außerdem verkehrt stündlich die RB 22 zwischen Potsdam Hbf, dem Flughafen und Königs Wusterhausen. Hinzu kommt eine Intercity-Linie (IC 17) zwischen Dresden, dem Flughafen, Berlin und Rostock bzw. Warnemünde, die alle zwei Stunden verkehrt. Des Weiteren wird der Flughafen durch die Linien S9 und S45 der S-Bahn Berlin angefahren. Die Reisezeit mit der S-Bahn beträgt 41 Minuten von/nach Südkreuz und 78 Minuten von/nach Spandau.
Folgende Buslinien komplettieren die Anbindung: X7, X71, 263, 735, 736, 741 sowie BER2.
| Linie                    | Fahrtverlauf | Takt (min) | EVU              |
| ------------------------ | --- | --- | ---------------- |
| IC 17                    | (Chemnitz Hbf –) Dresden Hbf – Elsterwerda – Flughafen BER – Berlin Hbf (tief) – Neustrelitz Hbf – Rostock Hbf – Warnemünde | 120 | DB Fernverkehr   |
| FEX RB 24 FEX RB 32      | Berlin Hbf – Berlin Gesundbrunnen – Berlin Ostkreuz – Flughafen BER – Blankenfelde – Rangsdorf – Zossen – Wünsdorf-Waldstadt Berlin Hbf – Berlin Gesundbrunnen – Berlin Ostkreuz – Flughafen BER – Birkengrund – Ludwigsfelde | 30 (Berlin Hbf – Flughafen BER) 60 (Flughafen BER – Wünsdorf-Waldstadt, mit Taktlücken) 60 (Flughafen BER–Ludwigsfelde) | DB Regio Nordost |
| RE 8N                    | Wismar – Schwerin Hbf – Ludwigslust – Wittenberge – Nauen – Falkensee – Berlin-Spandau – Berlin Zoo – Berlin Hbf – Berlin Friedrichstraße – Berlin Alexanderplatz – Berlin Ostbf – Berlin Ostkreuz – Flughafen BER | 60 (tagsüber) | ODEG             |
| RE 8N                    | Berlin-Charlottenburg – Berlin Zoo – Berlin Hbf – Berlin Friedrichstraße – Berlin Alexanderplatz – Berlin Ostbf – Berlin Ostkreuz – Flughafen BER | 60 (nachts) | ODEG             |
| RB 22                    | Königs Wusterhausen – Flughafen BER – Ludwigsfelde-Struveshof – Potsdam Pirschheide – Golm – Potsdam Hbf | 60 | DB Regio Nordost |
| RB 23                    | (Potsdam Golm – P Park Sanssouci – P Charlottenhof – Potsdam Hbf – P Griebnitzsee – Berlin-Wannsee –) Berlin-Charlottenburg – Berlin Zoo – Berlin Hbf – Berlin Friedrichstraße – Berlin Alexanderplatz – Berlin Ostbf – Berlin Ostkreuz – Flughafen BER | 60 (Golm – Berlin-Charlottenburg nur in der HVZ)                                                                        | DB Regio Nordost |
|                          | Südkreuz – Tempelhof – Hermannstraße – Neukölln – Köllnische Heide – Baumschulenweg – Schöneweide – Johannisthal – Adlershof – Altglienicke – Grünbergallee – Schönefeld (bei Berlin) – Waßmannsdorf – Flughafen BER \|\|style="text-align:center"\| 20 | S-Bahn Berlin |                  |
|                          | Spandau – Stresow – Pichelsberg – Olympiastadion – Heerstraße – Messe Süd – Westkreuz – Charlottenburg – Savignyplatz – Zoologischer Garten – Tiergarten – Bellevue – Hauptbahnhof – Friedrichstraße – Hackescher Markt – Alexanderplatz – Jannowitzbrücke – Ostbahnhof – Warschauer Straße – Treptower Park – Plänterwald – Baumschulenweg – Schöneweide – Johannisthal – Adlershof – Altglienicke – Grünbergallee – Schönefeld (bei Berlin) – Waßmannsdorf – Flughafen BER \|\| style="text-align:center" \| 20 | S-Bahn Berlin |                  |
| Stand: 23. Dezember 2023 | | |                  |

## Planung für 2025
Mit Fertigstellung der Ferngleise der Dresdener Bahn voraussichtlich am 14. Dezember 2025 startet die dritte Betriebsstufe. Von da an wird der Flughafenexpress mit verkürzter Fahrtzeit von rund 20 Minuten alle 15 Minuten zwischen dem Flughafen und dem Hauptbahnhof via Südkreuz und Potsdamer Platz pendeln. Die zuvor am Bahnhof Schönefeld (bei Berlin) endenden Linien aus Oranienburg und Eberswalde werden zum Hauptterminal geführt und weiter nach Wünsdorf-Waldstadt und Ludwigsfelde verkehren. Die direkte S-Bahn-Verbindung vom Flughafen auf den Südring (Linie S45) soll durch eine Linie zum Ostring (Linie S85) ersetzt werden.
| Linie                | Fahrtverlauf | Takt (min) |
| -------------------- | --- | ---------- |
| IC 17                | Dresden – Elsterwerda – Flughafen BER – Berlin Hbf – Neustrelitz – Rostock – Warnemünde                                          | 120        |
| FEX                  | Flughafen BER – Berlin Südkreuz – Berlin Potsdamer Platz – Berlin Hbf                                                            | 15         |
| RE 20                | Berlin Hbf – Berlin Potsdamer Platz – Berlin Südkreuz – Flughafen BER – Königs-Wusterhausen – Lübben – Cottbus Hbf               | 60         |
| RB 22                | Königs Wusterhausen – Flughafen BER – Saarmund – Golm – Potsdam Hbf                                                              | 60         |
| RB 24                | Eberswalde – Bernau – Berlin-Lichtenberg – Berlin Ostkreuz – Flughafen BER – Blankenfelde – Zossen – Wünsdorf-Waldstadt          | 60         |
| RB 32                | Oranienburg – Berlin-Lichtenberg – Berlin Ostkreuz – Flughafen BER – Ludwigsfelde                                                | 60         |
| S85                  | Flughafen BER – Frohnau (Mo–Fr) bzw. Pankow (Sa–So)                                                                              | 20         |
| S9                   | Flughafen BER – Schönefeld (bei Berlin) – Schöneweide – Ostbahnhof – Friedrichstraße – Zoologischer Garten – Westkreuz – Spandau | 20         |
| ab 14. Dezember 2025 | |            |